# 烏尼翁帕納梅里卡納
烏尼翁帕納梅里卡納是哥倫比亞的城鎮，位於該國西部塞爾特吉以南，由喬科省負責管轄，始建於1999年7月30日，海拔高度119米，2005年人口5,583。
5°17′00″N 76°37′00″W / 5.28333°N 76.6167°W